# Re-Flex (deutsche Band)
Re-Flex ist eine deutsche Formation von fünf Musikproduzenten, die seit Ende der 1990er Jahre Techno- und Club-Musik produzieren.

## Geschichte
Bekannt wurde Re-Flex mit Titeln wie Lui (2000), Ubap und Babadeng (2001), die sich allesamt in den Top-100 der deutschen Hitparade platzieren konnten. Ubap war dabei mit Platz 26 der erfolgreichste Song von Re-Flex.
In den Videoclips zu diesen auf den deutschen Musiksendern VIVA und MTV ausgestrahlten Singles wird die Gruppe durch eine Tanz- und Feuerperformance der Künstlerin Petra Quednau unterstützt.
2007 erschien erneut der Titel Lui in einem Remix von Special D. & Mike Brings.

## Mitglieder
- Woody van Eyden
- DJ Spacekid (Ulrich Pöppelbaum)
- DJ Peewee (Heiner Keller)
- DJ Mikem (Mike Matthias)
- Tom Mountain (Thomas Klingenberg)

## Diskografie
- Lui (2000, Clubbgroove / Kontor)
- Ubap (2001, Clubbgroove / Kontor)
- Babadeng (2001, Clubbgroove / Kontor)
- Headbangers Go (2002, Clubbgroove / Kontor)
- Abulle (2004, Alphabet City / Dropout)
- Ghost of the Machine (2008, Ministry Of Sound)